# Bașlîkî, Kiverți
Bașlîkî (în ucraineană Башлики) este un sat în comuna Dubîșce din raionul Kiverți, regiunea Volînia, Ucraina.

## Demografie
Componența lingvistică a localității Bașlîkî
     Ucraineană (99,7%)
     Alte limbi (0,3%)
Conform recensământului din 2001, majoritatea populației localității Bașlîkî era vorbitoare de ucraineană (99,7%), existând în minoritate și vorbitori de alte limbi.